# Collegio plurinominale Lombardia - 03 (2017)
Il collegio elettorale plurinominale Lombardia - 03 è stato un collegio elettorale plurinominale della Repubblica Italiana per l'elezione del Senato tra il 2017 ed il 2022.

## Territorio
Come previsto dalla legge elettorale italiana del 2017, il collegio era stato definito tramite decreto legislativo all'interno della circoscrizione Lombardia.
Il collegio comprendeva la zona definita dai quattro collegi uninominali Lombardia - 08 (Lecco), Lombardia - 09 (Cantù), Lombardia - 10 (Como) e Lombardia - 11 (Varese).

## Dati elettorali

### XVIII legislatura
Come previsto dalla legge elettorale, 193 senatori erano eletti in 33 collegi plurinominali con ripartizione proporzionale a livello regionale tra le coalizioni e le singole liste che avessero superato la soglia di sbarramento stabilita.
Nel collegio venivano eletti 9 senatori.
| Liste          | Liste                                       | Proporzionale | Proporzionale | Proporzionale | Maggioritario | Maggioritario | Maggioritario |  |
| Liste          | Liste                                       | Voti          | %             | Seggi         | Voti          | %             | Seggi         |  |
| -------------- | ------------------------------------------- | ------------- | ------------- | ------------- | ------------- | ------------- | ------------- |  |
|                | Lega                                        | 349 348       | 30,92         | 2             | 577 718       | 51,13         | 4             |  |
|                | Forza Italia                                | 167 967       | 14,87         | 1             | 577 718       | 51,13         | 4             |  |
|                | Fratelli d'Italia                           | 48 686        | 4,31          | –             | 577 718       | 51,13         | 4             |  |
|                | Noi con l'Italia – UDC                      | 11 717        | 1,04          | –             | 577 718       | 51,13         | 4             |  |
|                | Partito Democratico                         | 214 295       | 18,97         | 1             | 252 349       | 22,33         | –             |  |
|                | +Europa                                     | 28 595        | 2,53          | –             | 252 349       | 22,33         | –             |  |
|                | Italia Europa Insieme                       | 5 249         | 0,46          | –             | 252 349       | 22,33         | –             |  |
|                | Civica Popolare                             | 4 210         | 0,37          | –             | 252 349       | 22,33         | –             |  |
|                | Movimento 5 Stelle                          | 238 320       | 21,09         | 1             | 238 320       | 21,09         | –             |  |
|                | Liberi e Uguali                             | 25 066        | 2,22          | –             | 25 066        | 2,22          | –             |  |
|                | CasaPound                                   | 10 862        | 0,96          | –             | 10 862        | 0,96          | –             |  |
|                | Il Popolo della Famiglia                    | 8 988         | 0,80          | –             | 8 988         | 0,80          | –             |  |
|                | Italia agli Italiani (FN - MSFT)            | 7 947         | 0,70          | –             | 7 947         | 0,70          | –             |  |
|                | Potere al Popolo!                           | 6 201         | 0,55          | –             | 6 201         | 0,55          | –             |  |
|                | Per una Sinistra Rivoluzionaria (PCL - SCR) | 2 468         | 0,22          | –             | 2 468         | 0,22          | –             |  |
| Totale         | Totale                                      | 1 129 919     | 100           | 5             | 1 129 919     | 100           | 4             |  |
|                |                                             |               |               |               |               |               |               |  |
| Schede bianche | Schede bianche                              | 15 002        | 1,29          |               |               |               |               |  |
| Schede nulle   | Schede nulle                                | 21 591        | 1,85          |               |               |               |               |  |
| Votanti        | Votanti                                     | 1 166 512     | 76,73         |               |               |               |               |  |
| Elettori       | Elettori                                    | 1 520 208     |               |               |               |               |               |  |

## Eletti

### Eletti maggioritario
Eletti nella coalizione di centro-destra (Lega - FI - FdI - NcI-UDC)
| Collegio uninominale | Eletto | Eletto           | Partito |
| -------------------- | ------ | ---------------- | ------- |
| 8. Lecco             |        | Antonella Faggi  | Lega    |
| 9. Cantù             |        | Licia Ronzulli   | FI      |
| 10. Como             |        | Erica Rivolta    | Lega    |
| 11. Varese           |        | Stefano Candiani | Lega    |

### Eletti proporzionale
| Lega                         | Movimento 5 Stelle | Partito Democratico | Forza Italia     |
| ---------------------------- | ------------------ | ------------------- | ---------------- |
|                              |                    |                     |                  |
| Umberto Bossi Paolo Arrigoni | Gianluigi Paragone | Alessandro Alfieri  | Adriano Galliani |

1. ↑  In data 04.01.2020 aderisce al gruppo misto, non iscritti; in data 14.09.2021 alla componente «Italexit per l'Italia-Partito Valore Umano».